# 茶尔乡
茶尔乡（藏語：ཚར་），是中华人民共和国西藏自治区日喀则市南木林县下辖的一个乡镇级行政单位。

## 行政区划
茶尔乡下辖以下地区：
森丁村、确龙村、白嘎村、江嘎村、恰热村和拉龙村。